# Berlin-Gesundbrunnen
Gesundbrunnen ist ein Ortsteil im Bezirk Mitte von Berlin.
Im Jahr 1861 wurden Gesundbrunnen und der benachbarte Wedding nach Berlin eingemeindet. Mit dem Groß-Berlin-Gesetz von 1920 gingen beide Orte im damaligen Bezirk Wedding auf. Der heutige Ortsteil Gesundbrunnen entstand mit anderer Abgrenzung im Rahmen der Verwaltungsreform 2001 durch Teilung des alten Bezirks Wedding.
Die Reform fasste die ehemaligen Verwaltungsbezirke Wedding, Mitte und Tiergarten im neuen Bezirk Mitte zusammen, der aus den Ortsteilen Wedding, Gesundbrunnen, Mitte, Tiergarten, Moabit und Hansaviertel besteht.

## Geographie und Erschließung

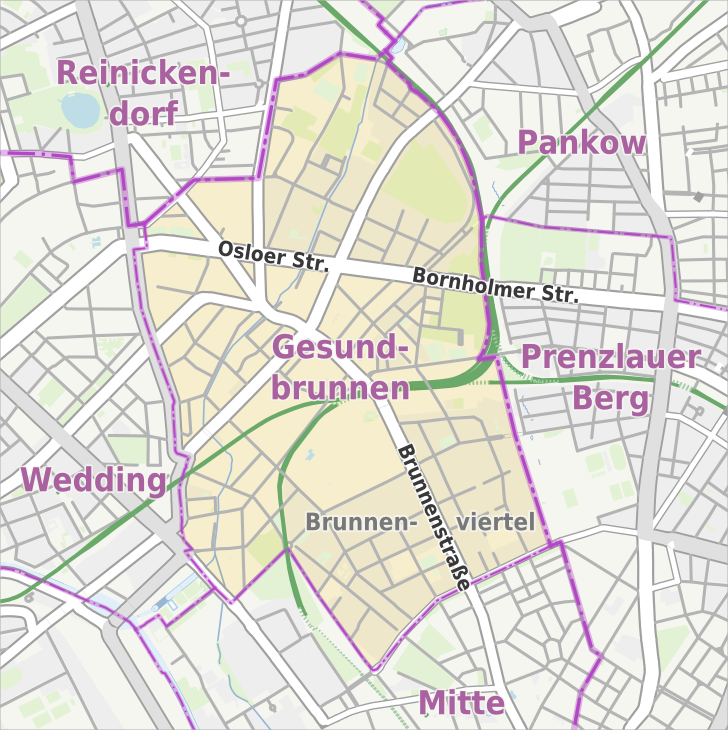
Übersichtskarte des Ortsteils Gesundbrunnen

Im Süden bzw. Westen grenzt Gesundbrunnen an die Ortsteile Mitte bzw. an den Wedding (die neue Grenzlinie von 2001 folgt ungefähr der Reinickendorfer Straße). Beides sind wie Gesundbrunnen auch Ortsteile des Bezirks Mitte. Die anderen Nachbarortsteile sind im Norden Reinickendorf im Bezirk Reinickendorf und im Osten Pankow und Prenzlauer Berg im Bezirk Pankow.

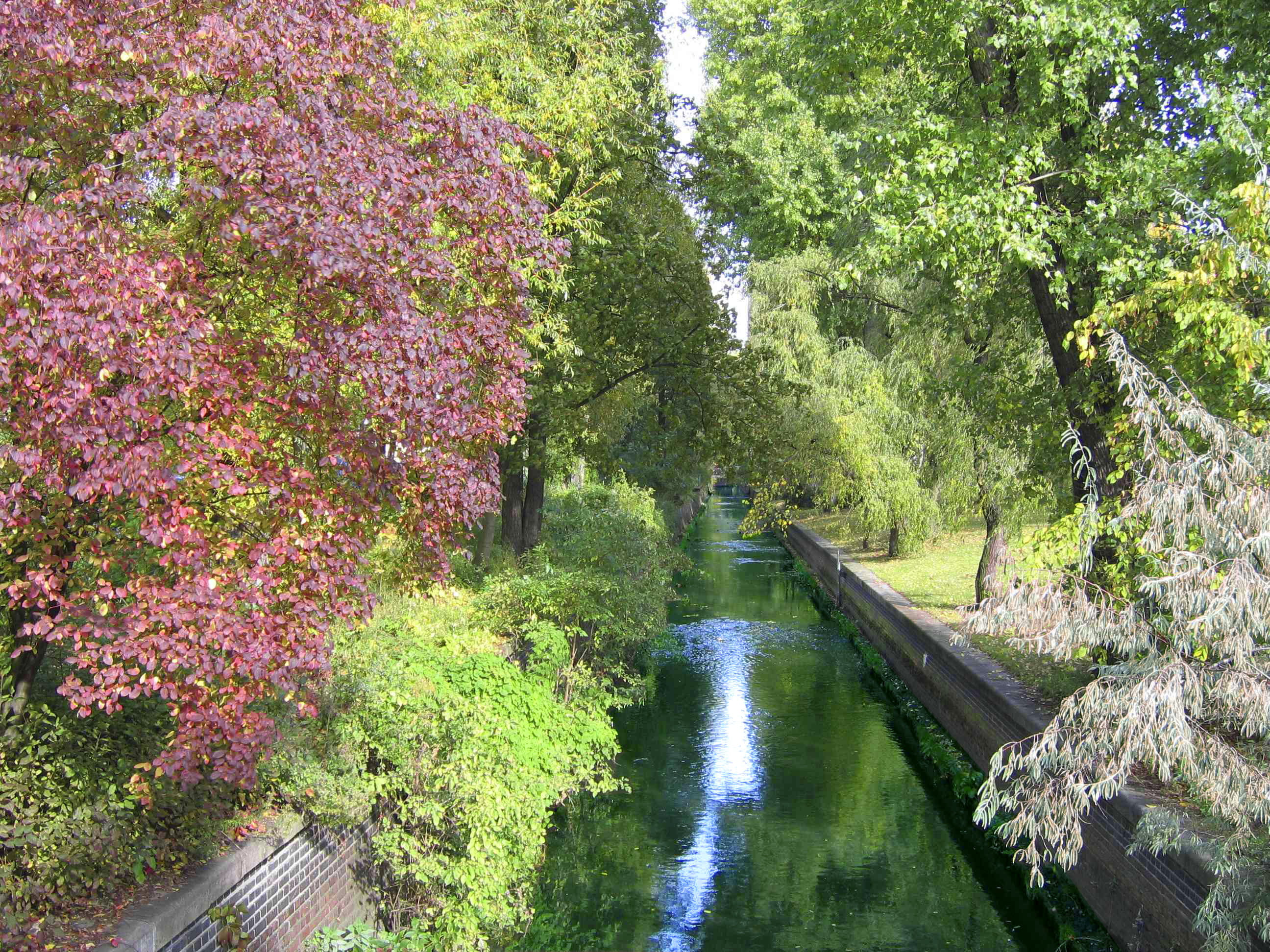
Die Panke in Gesundbrunnen, einst als Schönhauser Graben angelegt

Eine der Hauptverkehrsachsen ist der Straßenzug Bad- und Brunnenstraße, der den Ortsteil von Nord nach Süd durchquert. Im Süden endet der Gesundbrunnen an der Bernauer Straße und im Norden und Osten an der Linie Louise-Schroeder-Platz – Reginhardstraße – Ritterlandweg – Provinzstraße – Kühnemannstraße – S-Bahn-Trasse (Nordbahn) – Mauerpark. Es gibt im Bezirk Mitte drei mit Gesundbrunnen benannte Stadtflächen: Ortsteil, LOR-Prognoseraum und LOR-Planungsraum.
Der südöstliche Teil wird Brunnenviertel genannt und im Norden liegt der Badstraßen-Kiez. Wichtigste Station des öffentlichen Personennah- und Fernverkehrs im Ortsteil ist der Umsteigebahnhof Gesundbrunnen.
Städteplanerisch sind die Berliner Bezirke seit 2006 in Lebensweltlich orientierte Räume (LOR) unterteilt, darunter in Prognoseräume, Bezirksregionen und Planungsräume. Letztere orientieren sich an den Kiezen. Der Bezirk Mitte besteht aus vier Prognoseräumen, zehn Bezirksregionen und 41 Planungsräumen. Den Nordosten des Bezirks nimmt der nicht mit dem Ortsteil identische Prognoseraum 03 Gesundbrunnen ein. Er ist gegliedert in die nördliche Bezirksregion 31 Osloer Straße (010331) und die südliche 32 Brunnenstraße Nord (010332). Zugehörige Planungsräume zu 31 sind 01 Soldiner Straße (010331 01) und 02 Gesundbrunnen (010331 02). Die südliche Region umfasst 01 Brunnenstraße (010332 01), 02 Humboldthain Süd (010332 02) und 03 Humboldthain Nordwest (010332 03). Zu den Planungsräumen Berlins werden halbjährlich von der Verwaltung Daten zur Einwohnerzahl und deren Aufteilung nach Alter, Staatsangehörigkeit und Sozialstatus veröffentlicht und seit 2008 zugänglich archiviert. Das westliche Dreieck des Ortsteils Gesundbrunnen zwischen Reinickendorfer, Osloer Straße, Prinzenallee / Pankstraße gehört zur Bezirksregion Wedding Zentrum (42) und ist (auf den Ortsteil Gesundbrunnen bezogen) durch die Heinz-Galinski-/Schulstraße quer geteilt: nördlich als 03 Leopoldplatz (010442 03) und südlich als 01 Reinickendorfer Straße.
| Planungsraum                    | Fläche (in ha) | Wohnungs- nutzung | Mischnutzung | Gewerbe Industrie Einzelhandel | Grünfläche | Gemeinbedarf Sondernutzung | Verkehrs- fläche |
| ------------------------------- | -------------- | ----------------- | ------------ | ------------------------------ | ---------- | -------------------------- | ---------------- |
| Soldiner Straße 010331 01       | 170,49         | 36 %              | 12 %         | 02,5 %                         | 23,7 %     | 10,0 %                     | 00,7 %           |
| Gesundbrunnen 010331 02         | 065,55         | 28 %              | 16 %         | 00,0 %                         | 14,5 %     | 08,6 %                     | 02,6 %           |
| Brunnenstraße 010332 01         | 085,11         | 46 %              | 0 %          | 22,0 %                         | 03,9 %     | 11,4 %                     | 17,3 %           |
| Humboldthain Süd 010332 02      | 110,34         | 21 %              | 06 %         | 19,4 %                         | 22,3 %     | 11,0 %                     | 02,4 %           |
| Humboldthain Nordwest 010332 03 | 143,31         | 17 %              | 17 %         | 12,6 %                         | 09,8 %     | 08,9 %                     | 09,6 %           |

Die Straßenflächen nehmen zwischen 15 % und 29 % ein. Besonderheiten sind in Humboldthain Nordwest 4728 m² Gewässer und 7302 m² für Stadtplatz. Für letztere Kategorie auch 4082 m² im (Kiez) Brunnenstraße.
Durch den Ortsteil Gesundbrunnen fließt die Panke.

## Geschichte und Entwicklung

### Namensgebung

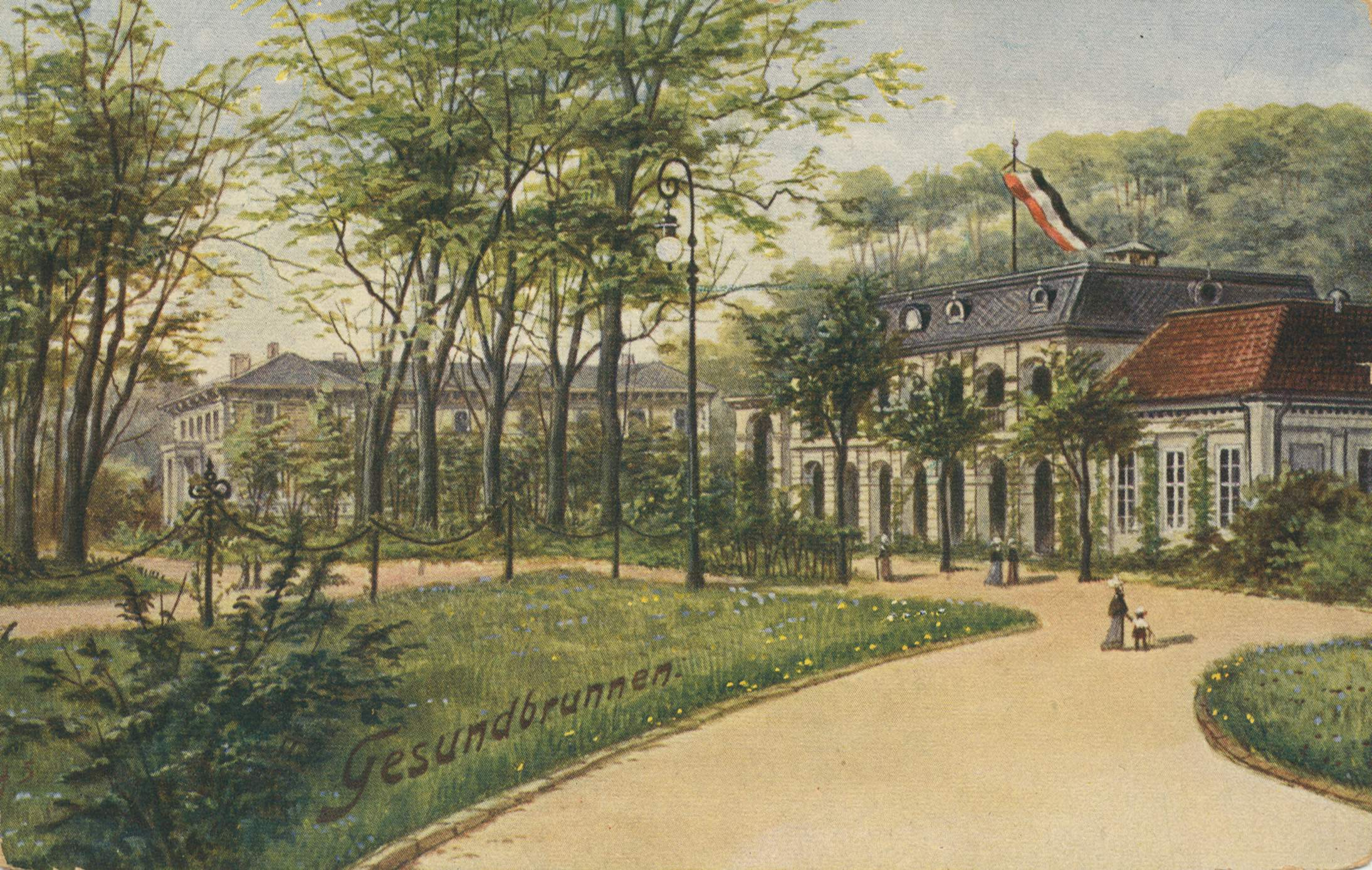
Der Gesundbrunnen, um 1900

Der Name Gesundbrunnen geht auf eine in der Nähe des späteren Luisenbades entdeckte mineralhaltige Quelle zurück, der heilende und jugenderhaltende Eigenschaften nachgesagt wurden. Durch starke Bautätigkeit im Umfeld der Quelle wuchs die Siedlung zu einem eigenen Stadtteil heran.
Die Ortsansässigen sagen „ich wohne am“, „in“ oder „im Gesundbrunnen“. Im Berliner Volksmund heißt der Gesundbrunnen auch liebevoll „Plumpe“ (abgeleitet von der Berliner Bezeichnung für ‚Wasserpumpe‘), auch wenn diese Bezeichnung nur noch die alteingesessenen Bewohner benutzen. Der Gesundbrunnen gilt wegen der kulturellen Entwicklung als zweite Keimzelle des ehemaligen Bezirks Wedding.

### Ursprung und erste Besiedlung
Eine Urkunde aus dem Jahr 1251 belegt die erste Besiedlung hier. Der Verbleib des Dorfes Weddinge ist aber nicht mehr nachweisbar: Es verschwand, ohne dass bekannt ist, warum dies geschah und ob es im heutigen Ortsteil Wedding oder Gesundbrunnen lag.
Erst um 1600 gibt es Nachweise, die vom Vorwerk Wedding handeln. Im Gebiet des Gesundbrunnens ging es um Acker- und Wiesengrundstücke sowie um „Schäferei- und Meiereigerechtigkeiten“. Möglicherweise war die Bewirtschaftung des Areals mit dem Amt Mühlenhof verbunden. Dieses war zuständig, den gesamten Bedarf der königlichen Hofhaltung mit Holz und Lebensmitteln zu versorgen. Mit der zunehmenden Erweiterung des Hofstaates war auch eine Erweiterung der landesherrlichen Bewirtschaftungen notwendig.

### 1751: Entdeckung und Erschließung einer Heilquelle
Dass der Ortsteil den Namen Gesundbrunnen erhielt, hängt mit der Entdeckung einer Quelle zusammen. Die eisenhaltige Quelle wurde 1748 zum ersten Mal erwähnt. Der im Ort ansässige Hofapotheker Wilhelm Behm ließ 1751 das Quellwasser durch den Chemiker Andreas Sigismund Marggraf untersuchen, der ihm eine Heilwirkung attestierte. Behm erwarb noch im gleichen Jahr das königliche Privileg, hier eine Heil- und Badeanstalt einzurichten. Er hatte den König wissen lassen, dass die Eigenschaften dieser Quelle jener in Bad Freienwalde (Oder) und in Bad Pyrmont übertreffe. Friedrich II. veranlasste daraufhin, das Gutachten durch das Obercollegium Medicum zu prüfen. Weil das Wasser bei leichten Frösten nicht gefror, was auf die Wirkung enthaltener Salze zurückzuführen ist, genehmigte der König finanzielle Förderungen für den Bau eines Brunnen- und eines Badehauses auf dem Gelände. Weitere Unterstützung versprach er aber nur, wenn der Gesundbrunnen von Besuchern und Berlinern angenommen werde. Nach dem königlichen Förderer erhielt der Ortsteil zunächst den Namen Friedrichs-Gesundbrunnen.
Behm begann im Laufe des Jahres 1758 mit der Anlage des Gesundbrunnens: der Wasseraustritt wurde in Backstein gefasst und darüber ein sechseckiges Brunnenhäuschen mit großen Rundbogenfenstern und geschwungenem Dach errichtet. Zu Reklamezwecken gab Behm 1760 eine kleine Werbeschrift heraus mit dem Titel Vorläufige Nachricht von dem Gesundbrunnen, in welcher er die Entdeckung der Quelle mit einer Legende, betreffend den König und seinen Kronprinzen, verband. Um die Brunnenanlage ließ Behm auf eigene Kosten einen großzügigen Garten anlegen mit Trink- und Wandelhalle sowie mit Logierhäuschen für auswärtige länger verweilende Besucher.
Die Heilquelle, die jährlich das Wasser zu mehr als 1000 Wannenbädern ergab, lockte zahlreiche Gäste in den Ort, bis zu 40 Kurgäste konnten hier nächtigen und Linderung für chronische und rheumatische Krankheiten und Augenleiden erhalten. Der König selbst logierte hier mit seinem Gefolge, wenn er zur Inspektion der nahe gelegenen Artillerieübungsplätze kam. Auch Moses Mendelssohn gehörte zu den Kurgästen. Trotzdem gab es keine weitere Förderung durch den König, sodass kein weiter Ausbau erfolgte und die Erben von Behm, der 1780 starb, die Kureinrichtung verkaufen mussten.
Im Jahr 1808 erwarb der erfolgreiche „Medicinal-Assessor“ und Buchhändler Christian Gottfried Flittner den Brunnen und renovierte die zwischenzeitlich verfallene Anlage, den Garten im englischen Stil. Die Beziehung von Flittners Schwägerin Friederike Bethmann-Unzelmann zum Hof führte dazu, dass Königin Luise (neue) Namenspatronin wurde. Luise schrieb aus dem Königsberger Exil ein Glückwunschschreiben zur bevorstehenden Taufe des Bades:

„Ihre Majestät die Königin machen sich ein Vergnügen daraus, die Bitte eines Ober-Medicinal-Assessors Herrn Flittner zu erfüllen, und wollen daher gern bewilligen, daß eine zu wählende Standesgenossin in Höchsten Namen der Taufe als Zeugin beiwone. Höchstihroselbenwerden künftig mit besonderer Teilnahme von der glücklichen sowohl physischen als merelichen [?] Entwicklung ihrer kleinen Tochter hören, und wünschen aufrichtigst, daß derselben aus den Zeiten des Jammers in welchen sie das Licht der Welt erblickte, eine glückliche Zukunft hervorgehen möge. Ihre wohlaffektionierte Königin Luise“

Ob die Namenspatronin jemals am Gesundbrunnen war, muss bezweifelt werden. Doch nach neuerer Quelle heißt es „Anlässlich der Namensgebung und Enthüllung einer Luise-Büste besuchte die Königin persönlich das neue Kurbad.“
Dem Medicinal-Assessor Flittner folgten weitere Besitzer der Kureinrichtung: zuerst Ludwig Graßhoff; nach Erweiterungsmaßnahmen wie einem neuen Badehaus und der Errichtung eines Verpflegungsstützpunktes für pensionierte Offiziere wurde der Dekorationsmaler Carl Gropius Eigentümer. Trotz aller Investitionen entwickelte sich die Kuranlage nicht wie gewünscht, aber langfristig wurde die Gegend um das Luisenbad doch zur zweiten Siedlungswurzel des Wedding.
Im Jahr 1805 lebten 105 Menschen in 23 Haushalten „auf dem Gesundbrunnen“. Der Galgen für öffentliche Hinrichtungen am Gartenplatz, dem sogenannten Galgenberg, wurde erst im Juni 1842 abgerissen. Die letzte dort öffentlich hingerichtete Person war Charlotte Sophie Henriette Meyer, die am 2. März 1837 durch Rädern getötet wurde.

### 1876: Neues Ausflugsziel im Berliner Norden
Ab Mitte des 19. Jahrhunderts entwickelte sich der Gesundbrunnen zunehmend zum Kur- und Badeort. Der Standort des Brunnens lag auf dem Gebiet des Hinterhofs der späteren Badstraße 38/39, wenige Meter vom heutigen U-Bahnhof Pankstraße entfernt.
Im Jahr 1876 trat Zimmermeister Carl Galuschki das Erbe der Kureinrichtung an. Um die Quelle wieder besser zur Anwendung zu bringen, ließ er das Wasser über Rohrleitungen in den Keller seines Wohnhauses verlegen, das gerade fertiggestellt worden war. Hier sollte das Heilwasser in Flaschen abgefüllt und an Interessenten in Berlin und in ganz Deutschland verschickt werden. Carl und sein Bruder Emil ließen hier komplette Neubauten wie ein Comptoir oder eine Kaffeeküche und einen Tanzsaal im Stil des Neoklassizismus errichten, die Einrichtung erhielt den neuen Namen Marienbad.
Die Quelle wurde 1891 beim Bau der Kanalisation der Badstraße versehentlich angebohrt und sprudelte deshalb nur noch kärglich aus der Leitung. Sie konnte nicht mehr genutzt werden und existiert heute nicht mehr. An der Bad- /Ecke Travemünder Straße befinden sich die noch verbliebenen Gebäude des Marienbades. Als die Badstraße das frühere Gelände der Kuranlage durchschnitten hatte, musste ein größeres Gebäude der Galuschki-Brüder zu einem Drittel abgetragen werden. Zur Erinnerung an die Geschichte der Heilquelle schufen sie an der entstandenen Giebelwand ein Relief, das das 1908 abgerissene Brunnenhaus zeigt, und die Inschrift „In fonte salus“ (‚In der Quelle ist Heilung‘) enthält. Zusätzlich sollte auf einer Marmortafel an die Geschichte des Ortes erinnert werden und auf Konsolen sollten die Büsten der drei Förderer, Friedrich I., Friedrich II. und Königin Luise ihren Platz finden. Die bereits beauftragten Arbeiten für diesen Gedenkort mussten abgesagt werden, weil die Galuschkis sie nicht mehr bezahlen konnten. Carl Galuschki nahm sich schließlich 1910 das Leben.

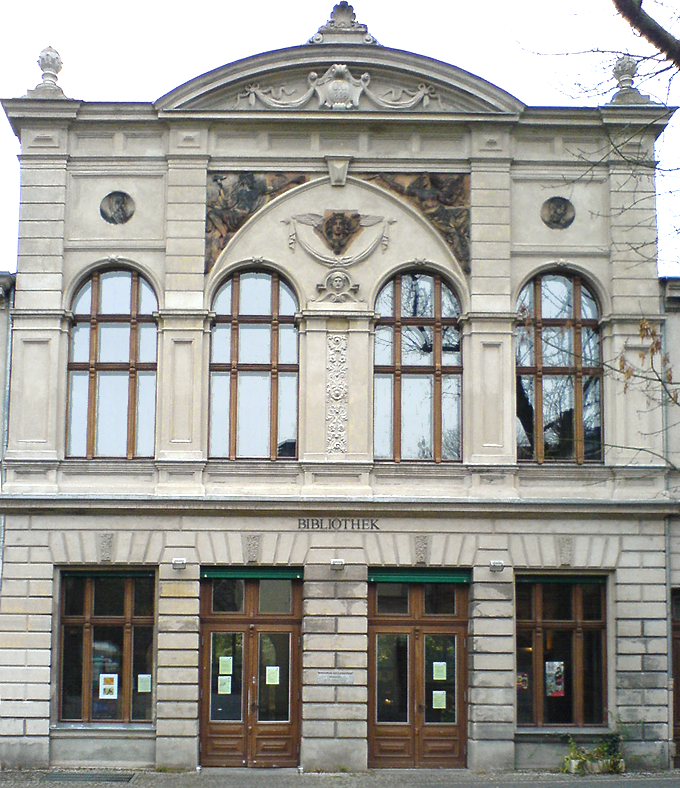
Bibliothek am Luisenbad

Seit 1995 ist dort in Kombination mit Neubauten nach der denkmalgerechten Sanierung nach den Plänen des Architektenpaars Chestnut/Niess die Bezirkszentralbibliothek am Luisenbad untergebracht.
Ab Mitte des 19. Jahrhunderts hatten auch die Schankwirte die Beliebtheit der Quelle als Ausflugsort der Berliner Stadtbevölkerung entdeckt. An der Badstraße entstanden im Laufe der Zeit viele Biergärten und Ausflugslokale. In dieser Zeit hielten sowohl das Glücksspiel als auch die Prostitution im Gesundbrunnen Einzug. Er wandelte sich zu einem Vergnügungsviertel.

### Nach der Eingemeindung entstand hier ein Arbeiterbezirk
Die Eingemeindung nach Berlin erfolgte 1861. Zusammen mit dem Wedding bildete Gesundbrunnen fortan den Bezirk Wedding und Gesundbrunnen. Zum Ende des 19. Jahrhunderts entwickelte sich der Gesundbrunnen durch die anhaltende Landflucht in einen Arbeiterbezirk. Dicht gedrängt lebten die Arbeiter in sogenannten „Mietskasernen“. Die schlimmsten Auswucherungen dieses städtischen Molochs entstanden in Meyers Hof (Ackerstraße 132). Diese Mietskaserne gilt immer noch als einzigartiges Beispiel für extrem komprimierte und spekulative Bebauung.

### Verkehrsanbindung

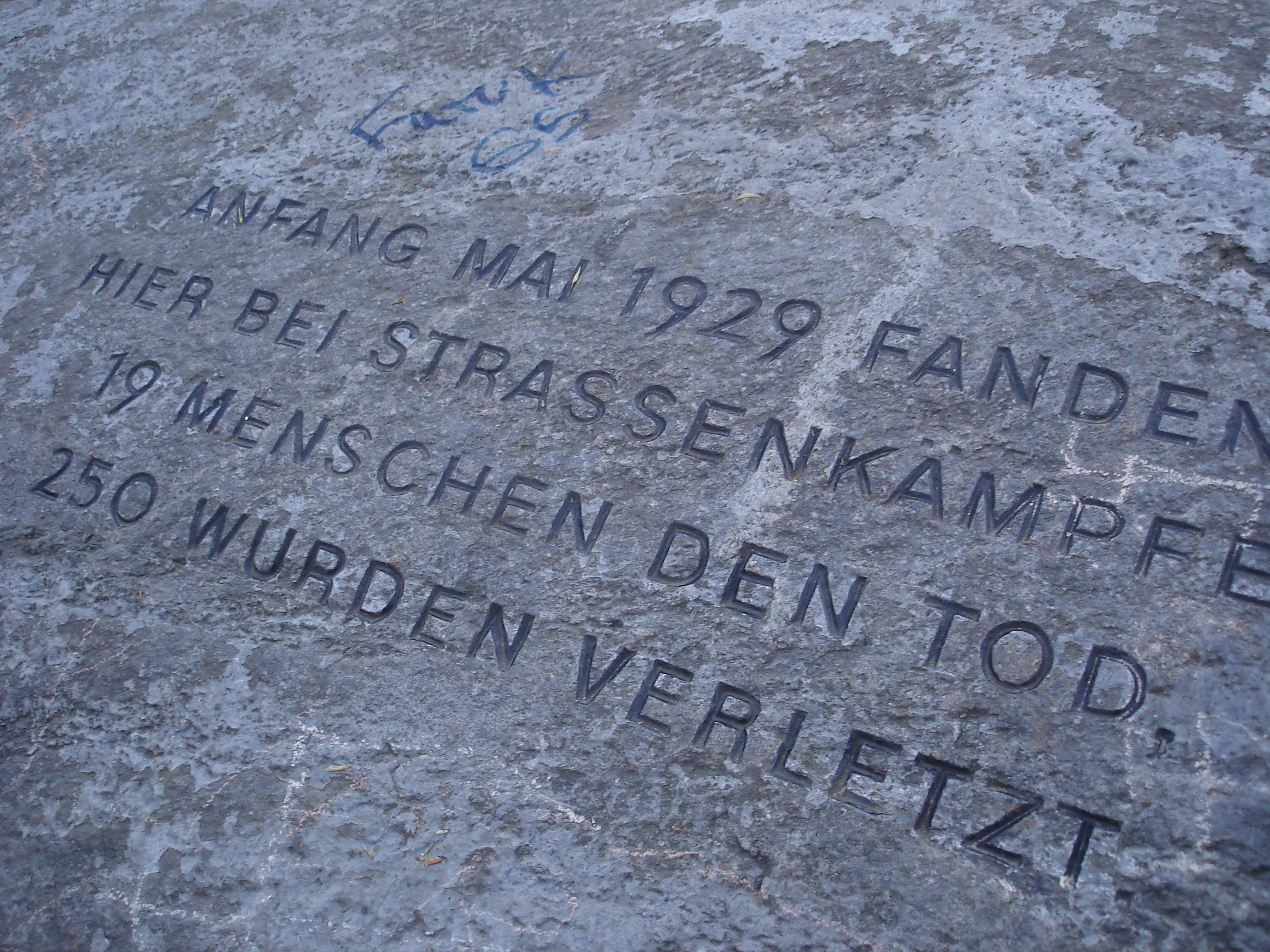
Gedenkstein zum sogenannten „Blutmai“ auf der Walter-Röber-Brücke (Wiesenstraße) über die Panke. Ursprünglicher Standort war die Kösliner Straße

Der Umsteigebahnhof Gesundbrunnen wurde 1900 am heutigen Standort bereits als Fern-, Ring- und Vorortbahnhof mit einem stattlichen Empfangsgebäude und der damals längsten gedeckten und verglasten Fußgängerbrücke im Gewächshausstil errichtet, nachdem die Trasse der Berlin-Stettiner Eisenbahn in die der Berliner Ringbahn verschwenkt worden war. Zur Überbrückung der Bahntrasse im Verlauf der Swinemünder Straße wurde von 1902 bis 1905 die Swinemünder Brücke als hängende Stahl-Fachwerkkonstruktion an zwei Pylonen errichtet. Der volkstümliche Name „Millionenbrücke “soll entweder auf die Höhe der seinerzeitigen Baukosten von mehr als einer Million Mark (heute: rund 8 Millionen Euro) oder auf die Anzahl der in der Brücke versenkten Nieten zurückgehen. Zur Bauzeit war das Schweißen von Brückenbauteilen nicht etabliert.
Nachdem 1930 auch die U-Bahn-Linie D („GN-Bahn“, Gesundbrunnen-Neukölln, heutige Linie U8) fertiggestellt war, entwickelte sich der Bahnhof schnell zum verkehrsreichsten Umsteigebahnhof im Berliner S-Bahn-Netz.

### Politik und Sport
In der Zeit der Weimarer Republik war der Wedding auch eine Hochburg der Arbeiterparteien und als „Roter Wedding“ bekannt. Am 1. Mai 1929 kam es zu einem blutigen Zusammenstoß zwischen Polizei und Demonstranten, der als „Blutmai“ bekannt ist. An der Ecke Wiesen-/Uferstraße kamen 19 Menschen ums Leben (Gedenkstein an der Stelle).

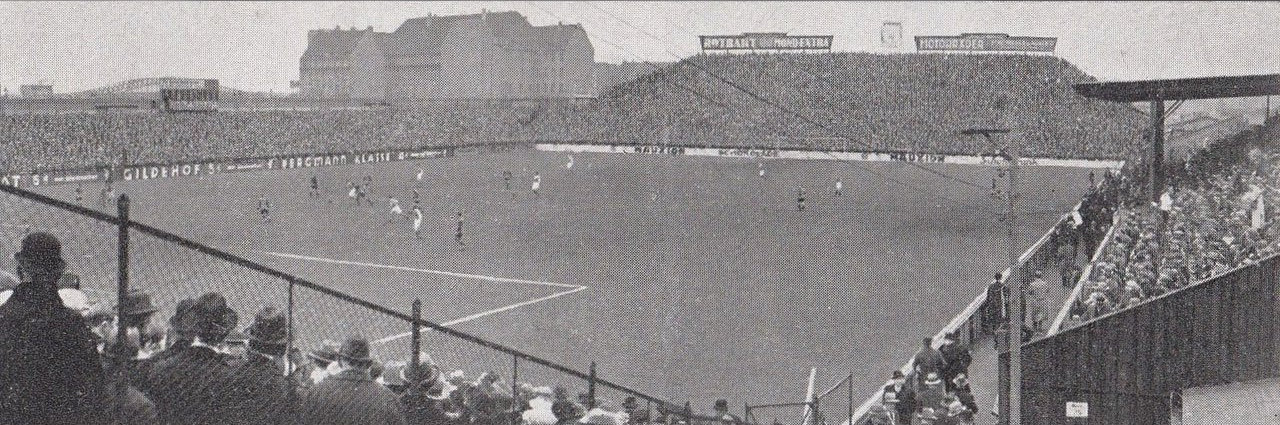
Sportplatz Plumpe, um 1930

Aus dem Ortsteil stammt der Fußballclub Hertha BSC. An der Behmstraße bezog er im Jahr 1904 den Schebera-Platz, seinen ersten festen Sportplatz mit Vereinsheim, der bereits 1900 hier eingerichtet worden war. 1923 wurden dann auf der gegenüberliegenden Straßenseite das Stadion am Gesundbrunnen (im Berliner Volksmund abgeleitet vom Ortsteil auch „Plumpe“ genannt) erbaut. Im Vereinsheim auf dem Platz feierte Hertha seine beiden deutschen Meisterschaften 1930 und 1931. Die Spielstätte bot 35.239 Zuschauern Platz. Nachdem alliierte Bombentreffer das Stadion im April 1945 schwer beschädigt hatten, wurde es 1974 abgerissen. An seiner Stelle entstand in den folgenden Jahren auf dem Gelände zwischen Behmstraße, Swinemünder Straße, Bahntrasse und der Berliner Mauer eine der wenigen West-Berliner Plattenbausiedlungen mit Waschbetonfassaden.

### 1933–1945: Nationalsozialistische Zeit

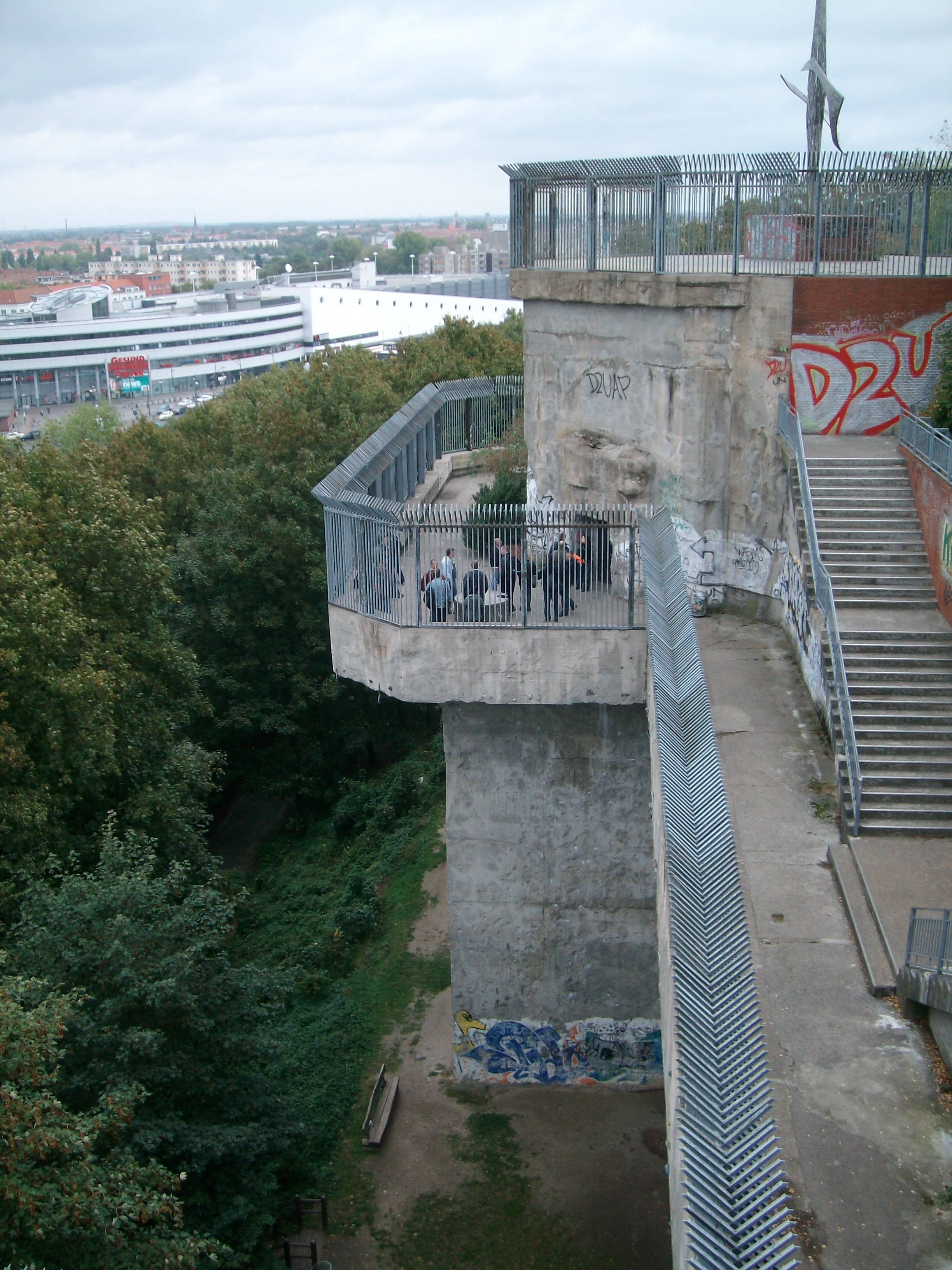
Ehemaliger Flakturm Humboldthain

In der Zeit des Nationalsozialismus gab es in diesem Ortsteil starken Widerstand, bei dem viele Menschen ihr Leben lassen mussten. Bei der Reichstagswahl am 5. März 1933 war Wedding der Berliner Bezirk, in dem die wenigsten Stimmen für die NSDAP (25,9 %) zusammenkamen. Die KPD hingegen kam auf 39,2 %. Die SPD kam auf 22,8 %.
Im Volkspark Humboldthain wurde von Oktober 1941 bis April 1942 unter Einbeziehung zahlreicher Zwangsarbeiter ein Flakturm mit Leitbunker gebaut.
Im Zweiten Weltkrieg wurden bei den alliierten Luftangriffen und der Schlacht um Berlin fast alle Kirchen sowie zahlreiche Häuser und Straßen in Gesundbrunnen zerstört, wobei viele Bewohner ums Leben kamen. Nach dem von General Weidling am Morgen des 2. Mai 1945 ausgegebenen Befehl zur Einstellung der Kampfhandlungen in Berlin – die deutsche Kapitulation trat sechs Tage später in Kraft – herrschten bis Ende Juni 1945 im gesamten Stadtgebiet die Soldaten der Roten Armee. In der ersten Zeit geschahen zahlreiche Übergriffe, Plünderungen sowie unzählige Vergewaltigungen. Im teilweise umstrittenen, dennoch vieldiskutierten Dokumentarfilm BeFreier und Befreite der Feministinnen Helke Sander und Barbara Johr und deren gleichnamigen Buch aus den 1990er Jahren, wird von mindestens 100.000 (teils mehrfach) vergewaltigten Berliner Frauen ausgegangen, wobei es dabei allerdings eine hohe Dunkelziffer gebe. Cornelius Ryan behauptet in seinem Buch Der letzte Kampf, dass nach Schätzungen von Ärzten, mit denen er sprach, zwischen 20.000 und 100.000 Frauen vergewaltigt worden seien.

### Entwicklung nach 1945
Zuerst die Briten und danach die Franzosen lösten 1945 die Rote Armee im Gesundbrunnen als Besatzungsmacht ab. Nach dem Versuch der Sowjetunion 1948/49, durch die Berlin-Blockade ganz Berlin an sich zu reißen, errichteten die West-Alliierten die Berliner Luftbrücke. Im Wedding und Gesundbrunnen entwickelte sich daraufhin eine Freundschaft ganz besonders zu Frankreich und hielt sich bis zum Abzug der alliierten Truppen 1994 aus Berlin.

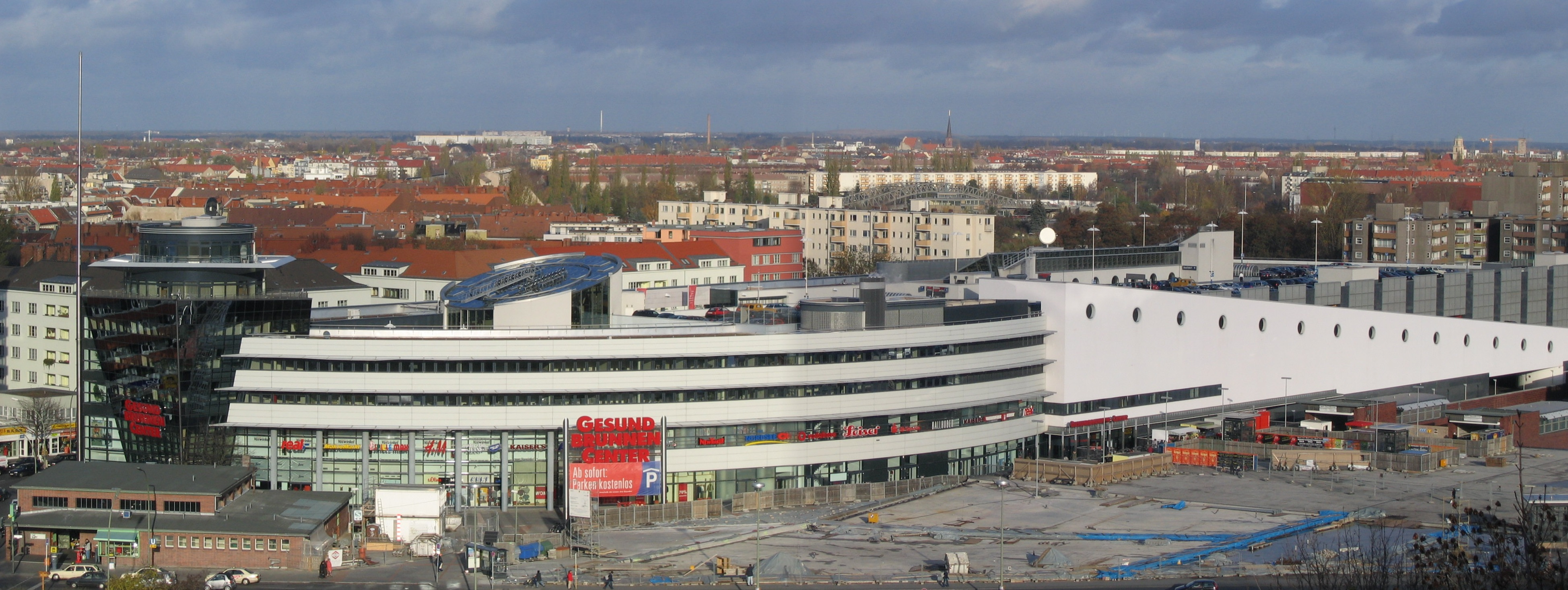
Gesundbrunnen-Center, vom Volkspark Humboldthain aus gesehen

Nach dem Zweiten Weltkrieg war die Badstraße eine der größten und bekanntesten Berliner Einkaufsstraßen. Außerdem gab es am Gesundbrunnen die Lichtburg, seinerzeit das größte Kino Berlins, das zusammen mit der Wohnanlage Atlantic in den 1930er Jahren nach Plänen und unter Leitung von Rudolf Fränkel erbaut worden war.
In den Jahren vor dem Mauerbau war diese Einkaufsstraße für viele Berliner aus Ost-Berlin interessant, weil sie nur eine Station mit der S-Bahn vom Bahnhof Schönhauser Allee entfernt ist. Mit den Vorortzügen aus dem Berliner Umland leicht zu erreichen, wurden landwirtschaftliche Produkte auf dem Bahnhofsvorplatz oder dem gegenüberliegenden Blochplatz verkauft. Dadurch wird Gesundbrunnen oftmals mit dem Bahnhof und seinem unmittelbaren Umfeld gleichgesetzt. Mit dem Mauerbau 1961 riss der Besucherstrom abrupt ab.
Gesundbrunnen war nun durch dieses Bollwerk von seinen östlich und südlich gelegenen Nachbarbezirken abgeschottet. Viele Wohnungen waren schlecht ausgestattet, jedoch preiswert zu mieten. Ab 1961 warben deutsche Unternehmen auf der Grundlage des Anwerbeabkommens zwischen Deutschland und der Türkei 678.702 Männer und 146.681 Frauen, also insgesamt 825.383 Menschen, als türkische Gastarbeiter an. Zahlreiche von ihnen fanden ihr neues Zuhause in Gesundbrunnen. So erklärt sich der stetige relativ hohe Anteil von Menschen mit Migrationshintergrund in diesem Ortsteil.
Die Ernst-Reuter-Siedlung entstand von 1953 bis 1955 als erstes Demonstrativbauvorhaben der Nachkriegszeit im Rahmen des sozialen Wohnungsbaus und leitete die von Abriss und Neubau geprägte Stadterneuerung in West-Berlin ein. Im Januar 1963 beschloss der Berliner Senat, die erste Flächensanierung Berlins im 186 Hektar großen Sanierungsgebiet Wedding Brunnenstraße (SWB) in die Wege zu leiten. In den darauffolgenden Jahren wurden zunächst die erforderlichen Grundstücke erworben und die überwiegend schlecht ausgestatteten Altbauten abgerissen. Zahlreiche Bewohner aus diesen Blöcken wurden in das neu gebaute Märkische Viertel umgesiedelt.
Sein heutiges Aussehen hat der Kiez vor allem in den 1970er Jahren erhalten, als er zum größten Flächensanierungsgebiet Europas wurde. Mit der Umgestaltung des Viertels war unter anderem der Stadtplaner Heinrich Suhr beauftragt. Er sorgte dafür, dass ab 1972 bis in die 1980er Jahre einzelne Häuserblöcke des Sanierungsgebietes mit modernen Wohnblocks überbaut oder ergänzt wurden. Dieses damalige Prinzip von Abriss und Neubau zerstörte die gewachsenen Arbeits- und Wohnverhältnisse weitgehend. Anders als beispielsweise in Kreuzberg regte sich gegen diesen Prozess im Gesundbrunnen jedoch kein nennenswerter Widerstand durch Bürgerinitiativen.
Die heutige Linie U8 der Berliner U-Bahn, die von 1930 bis 1977 am Gesundbrunnen ihre nördliche Endstation hatte, wurde ab 1977 durch die zusätzlichen Stationen Pankstraße (gleichzeitig zum Atombunker ausgebaut) und Osloer Straße erweitert. Ab 1987 wurde die Linie weitergeführt bis zur heutigen Endstation, dem Bahnhof Wittenau.

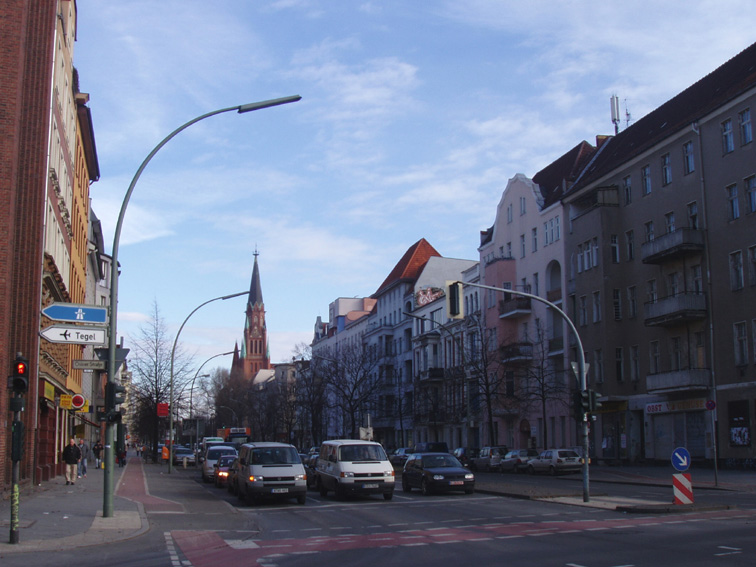
Prinzenallee Ecke Osloer Straße

### Fall der Mauer 1989 – Wiedervereinigung
Am 9. November 1989 war die Bösebrücke (umgangssprachlich auch Bornholmer Brücke genannt) am S-Bahnhof Bornholmer Straße ein Schauplatz der politischen Wende. An dieser Grenzübergangsstelle zum damaligen Stadtbezirk Prenzlauer Berg wurde die innerdeutsche Grenze in der Nacht des Mauerfalls erstmals ohne Grenzkontrollen geöffnet.
Seit dem Fall der Mauer nehmen die Besucherströme für Berlin kontinuierlich zu und damit – aufgrund des Knotenpunktes aus U-Bahnhof und umgebauten S-Bahnhof sowie des Fernbahnhofs Gesundbrunnen – die Verkehrsbeziehungen aus und nach Gesundbrunnen. Zu einem Kristallisationspunkt des Quartiers entwickelte sich als Einkaufszentrum das 1997 eröffnete Gesundbrunnen-Center.

### Industrie

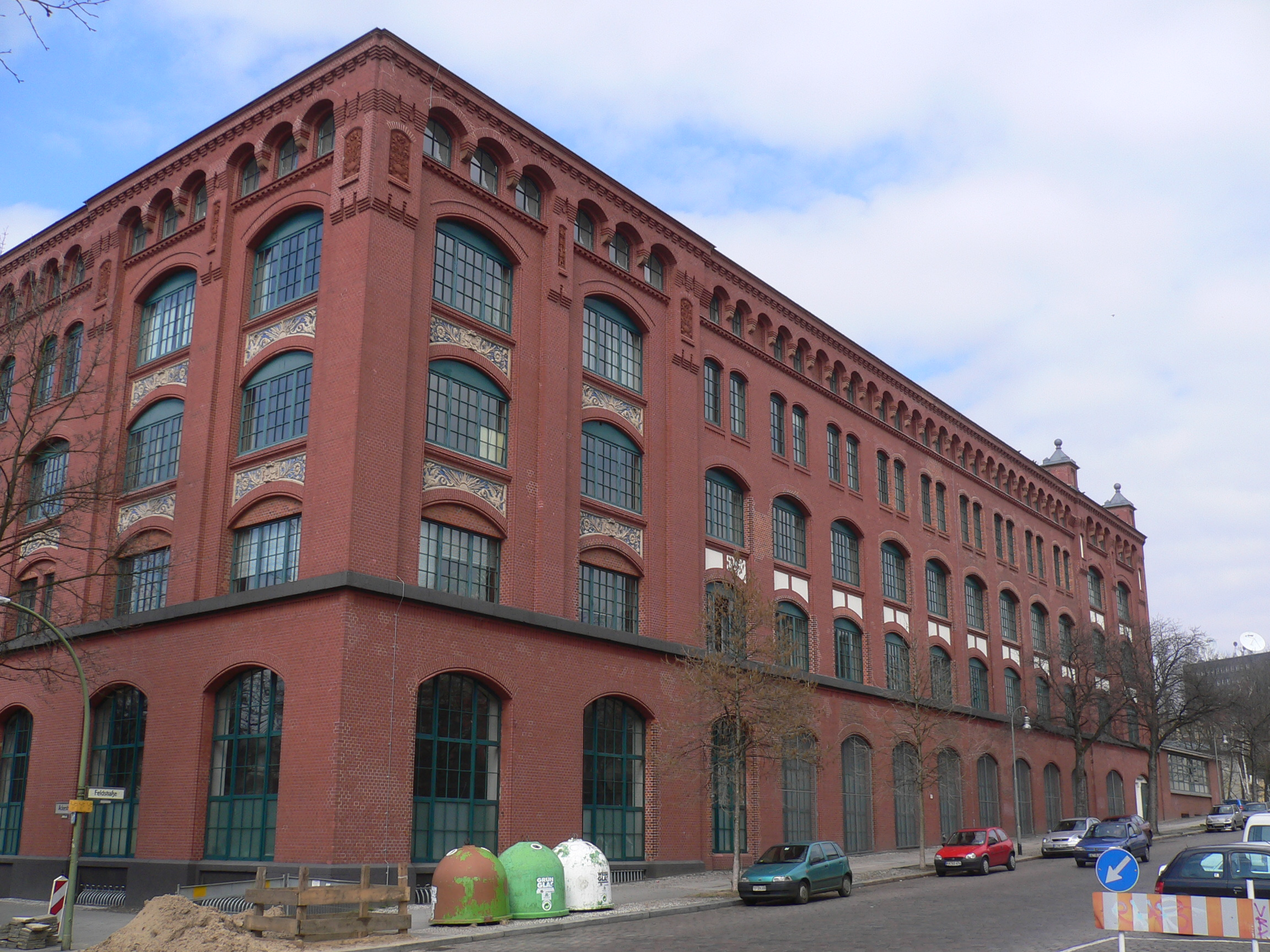
Die AEG-Apparatefabrik an der Acker- Ecke Feldstraße wurde von Franz Schwechten zusammen mit Paul Tropp (AEG-Baubüro) entworfen und 1888–1890 errichtet

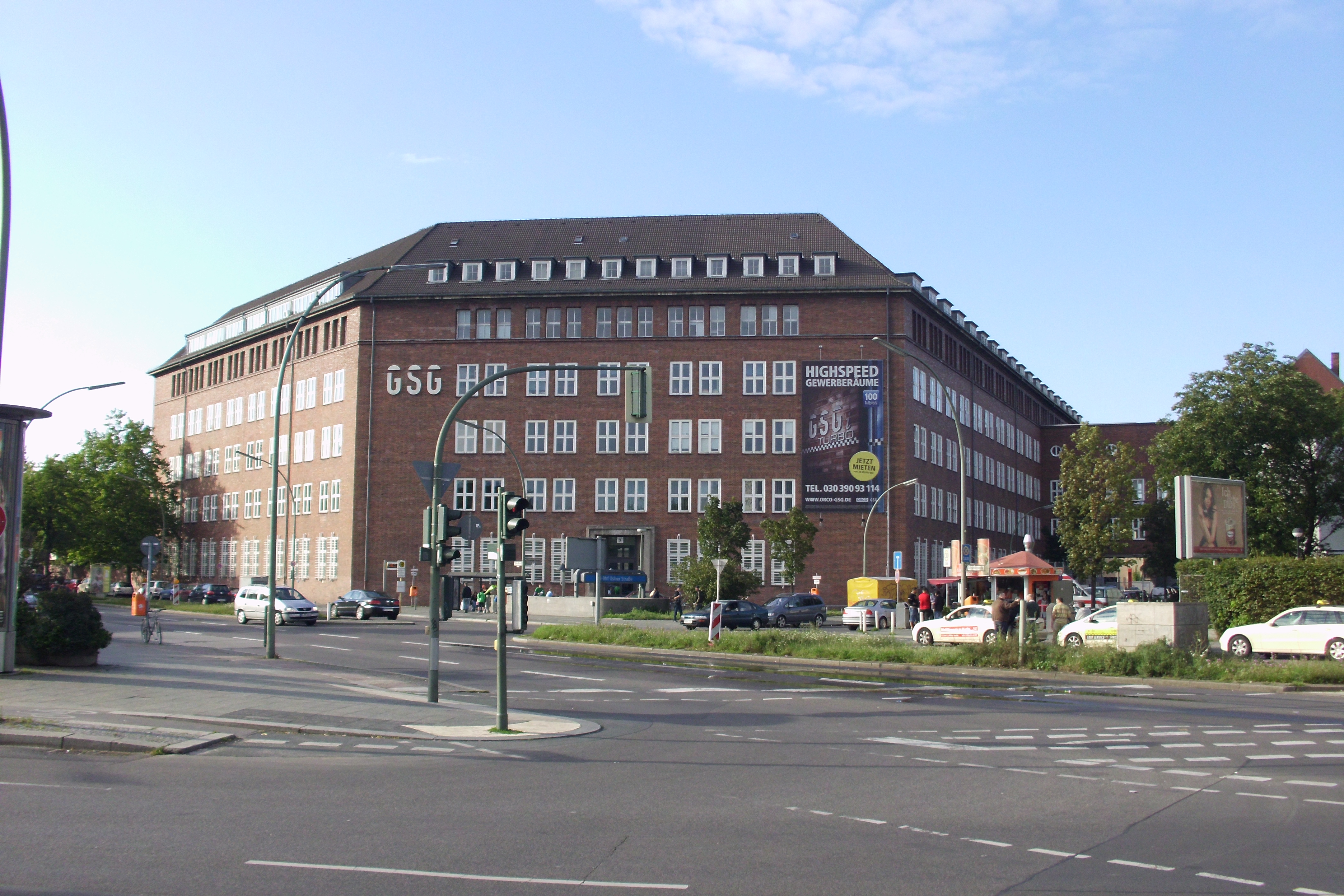
Telefunken-Gerätewerk Schwedenstraße, 1939 bis 1941 nach Plänen von Ernst Ziesel zur Produktion von funktechnischen Geräten der Wehrmacht gebaut, aktuell Gewerbebau der GSG (Gewerbesiedlungsgesellschaft)

Im Gebiet des heutigen Gesundbrunnens waren bis in die 1980er Jahre hinein zahlreiche Industriebetriebe ansässig. Zu den bedeutendsten zählte das Unternehmen AEG, das im Werk Brunnenstraße die vier Fertigungsstätten Bahnfabrik, Großgerätefabrik, Kleinmotorenfabrik und (unter Leitung des 1912 geborenen Ingenieurs Johannes Förster die) Stromrichterfabrik betrieb. Das Eingangstor („Beamtentor“) ist erhalten. Daneben gab es das AEG-Apparatewerk Ackerstraße, das 1939–1941 von Telefunken gebaute „Gerätewerk“ Schwedenstraße und die Gebäude der Hydrawerk AG an der angrenzenden Tromsöer bzw. Drontheimer Straße – beides AEG-Tochtergesellschaften. Hinzu kamen die Druckmaschinenfabrik Rotaprint sowie die Berliner Maschinenbau AG (Louis Schwartzkopff). Im Ortsteil Gesundbrunnen sind heute keine bedeutenden Industriebetriebe mehr ansässig.

### Seit Beginn des 21. Jahrhunderts
Wichtigste Grünanlage des Ortsteils ist der vom Gartenarchitekten Gustav Meyer geplante Volkspark Humboldthain südwestlich des Bahnhofs mit seinem auch heute noch vorbildlich gepflegtem Rosengarten und der Kletterwand am Hochbunker. Auf einem der Flaktürme wurde 1961 das Mahnmal zur Wiedervereinigung der Stadthälften errichtet, im Berliner Volksmund „Plumpenpickel“ genannt.
Der Sozialatlas Berlin 2009 (Monitoring Soziale Stadtentwicklung) legt dar, dass von insgesamt 447 Planungsräumen (LOR, Lebensweltlich orientierte Stadträume), der Ortsteil Gesundbrunnen insgesamt die hinteren Ränge belegt. Alle in Gesundbrunnen liegenden Planungsräume belegen im Ranking die hinteren Ränge. Das Gebiet um die Reinickendorfer Straße (01044201) belegt den Platz 431, Humboldthain Nordwest (01033203) den Platz 429, die Soldiner Straße (01033101) den Platz 426, der Planungsraum Gesundbrunnen (01033102) den Platz 422, das Gebiet Brunnenstraße (01033201) den Rang 416 und der Planungsraum Humboldthain Süd (01033202) den Rang 391.
Der Sozialatlas Berlin 2010 gibt das bisherige Ranking der Planungsräume (LOR) auf und beschreibt nur noch den „Status Index“ und den „Dynamik Index“, also die Fortentwicklung der bisherigen Stadträume. Hierbei zeigt sich, dass nach den Indikatoren der Untersuchung alle Stadträume in Gesundbrunnen keinen sozialen Aufstieg zu verzeichnen hatten. Hier sind alle vorher genannten Stadträume mit dem Status „sehr niedriger“ Entwicklung gekennzeichnet worden.
Auch die Fortschreibungen des Sozialatlases in den Jahren 2011, 2013, 2015, 2017 und 2019 legen dar, dass eine sehr hohe Problemdichte die Planungsräume bestimmt und eine „sehr niedrige“ und in wenigen Planungsräumen eine „niedrige“ Entwicklung konstatiert werden kann. Im Ortsteil sind weiterhin gravierende soziale Probleme zu konstatieren. Die Verhältnisse sind durch hohe Arbeitslosigkeit und durch einen extrem hohen Anteil von unter 15-Jährigen geprägt, die von staatlicher Hilfe abhängig sind.
Mit der Fortschreibung des Sozialatlases 2021 wurden die Lebensweltlich orientierten Räume modifiziert und mit neuen Planungsraumnummern belegt. Mit den vorherigen Abgrenzungen sind die neuen Ergebnisse deshalb nur eingeschränkt vergleichbar.
Mit der neuen Aufteilung gibt es in Berlin seither 542 Planungsräume mit durchschnittlich ca. 8.000 Einwohnern. Im Ortsteil Gesundbrunnen befinden sich seither neun komplette Planungsräume mit zum Teil neuem Zuschnitt. Diese neuen Planungsräume (LOR) haben weiterhin den ‚Status Index‘ und den ‚Dynamik Index‘ einer „sehr niedrigen“ Entwicklung. Eine Ausnahme bildet der Planungsraum Humboldthain Süd (01300835) mit einer „niedrigen“ Entwicklung.
Wenn sich heute noch Gruppen von Jugendlichen in Gesundbrunnen und Wedding mit der Zahl ‚65‘ mit Graffiti an Häuserwänden verewigen oder diese Zahl als Erkennungszeichen auf ihrer Kleidung tragen, verweist dies auf die örtliche Herkunft. Die Kennzeichnung von Jugendgruppen mit diesen Zahlen gibt es wahrnehmbar nur in den Ortsteilen Wedding und Gesundbrunnen mit der Zahl ‚65‘, in Moabit mit der ‚21‘, in Kreuzberg mit der ‚36‘ und in Neukölln mit der ‚44‘. Diese Zahlen beziehen sich auf die ab 1862 verwendeten alten Berliner Postbezirke: ‚N (= Nord) 65‘, später ‚Berlin 65‘ ist die Bezeichnung des Zustellpostamtes für das Gebiet um die Weddinger Schulstraße, die bis 1993 als Postleitzahl der heutigen Postzustellbezirke 13347–13359 diente (siehe Postämter in Berlin [West]).

## Bevölkerung
Gesundbrunnen ist mit 95.132 Einwohnern (Stand: 31. Dezember 2024) nach dem Ortsteil Mitte der bevölkerungsreichste der sechs Ortsteile des Bezirks Mitte. In den 2010er Jahren nahm die Bevölkerung deutlich zu. 2,4 % aller Einwohner von Berlin leben im Ortsteil Gesundbrunnen.
| Jahr | Einwohner |
| ---- | --------- |
| 2007 | 80.865    |
| 2010 | 82.746    |
| 2015 | 91.705    |
| 2020 | 93.862    |
| 2021 | 93.628    |
| 2022 | 95.283    |
| 2023 | 95.832    |
| 2024 | 95.132    |

Quelle: Statistischer Bericht A I 5. Einwohnerregisterstatistik Berlin. Bestand – Grunddaten. 31. Dezember. Amt für Statistik Berlin-Brandenburg (jeweilige Jahre)
Einen Migrationshintergrund (deutsche Staatsbürger + Ausländer) haben 66,2 % der Einwohner von Gesundbrunnen (Berlin: 40,2 %). Der Anteil der ausländischen Bevölkerung in Gesundbrunnen ist mit 40,2 % der höchste aller Berliner Ortsteile. Im Berliner Durchschnitt liegt er bei 24,8 %. (Stand: 06/2024)

## Persönlichkeiten

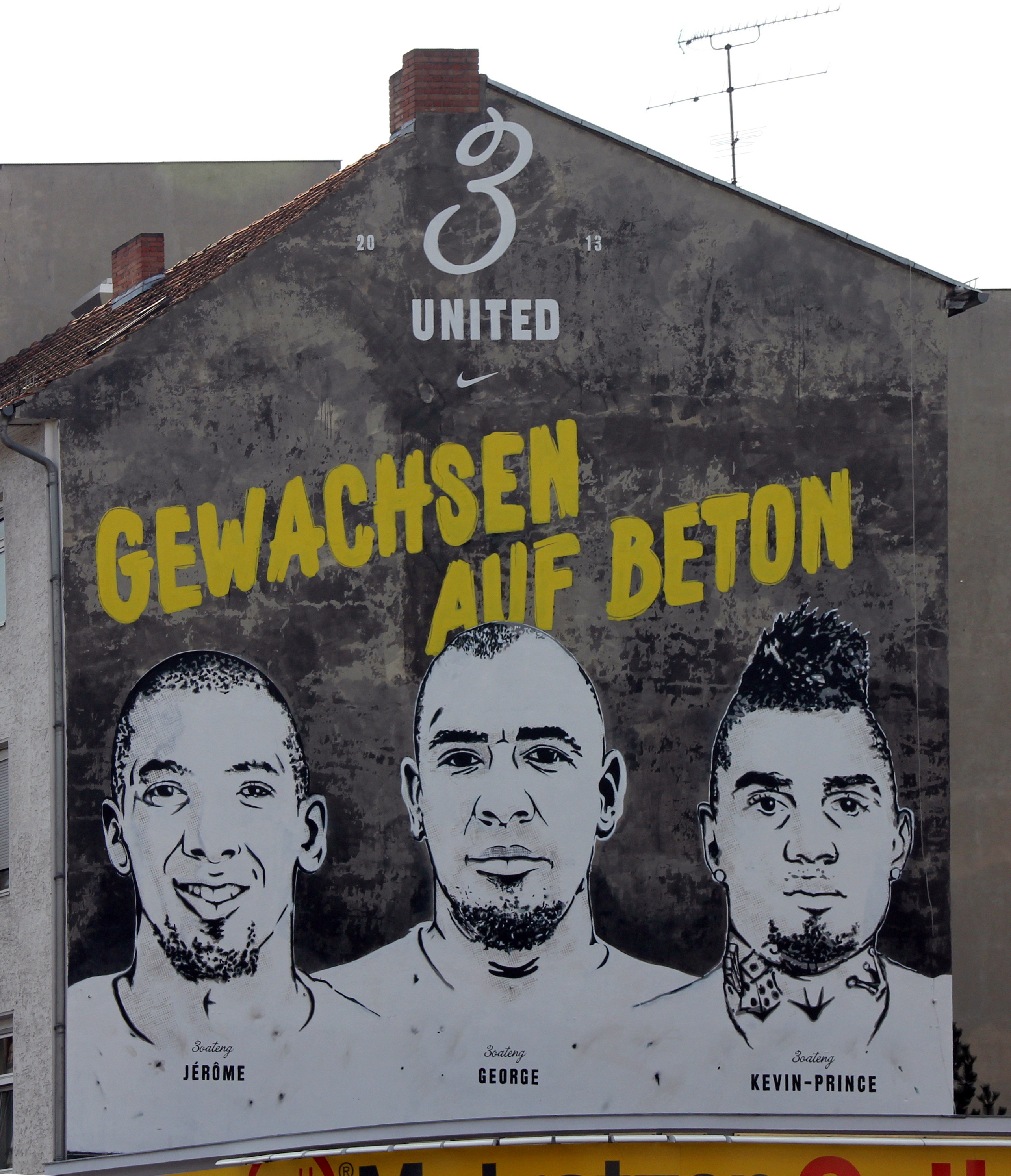
3 United. Gewachsen auf Beton – Wandmalerei als Werbung für einen Sportartikelhersteller auf einer Brandmauer in Berlin-Gesundbrunnen, die Kevin-Prince Boateng (rechts) mit seinen Brüdern George (Mitte) und Jérôme (links) zeigt

- Theodor Plievier (1892–1955), Schriftsteller, Gedenktafel in der Wiesenstraße 29
- Otto Nagel (1894–1967), Maler, lebte zeitweise in der Badstraße 62
- Georg Benjamin (1895–1942), Kinderarzt, Widerstandskämpfer gegen den Nationalsozialismus, Gedenktafel: Badstraße 40
- Hans Bierbrauer (Künstlername: Oskar) (1922–2006), Karikaturist
- Hans Rosenthal (1925–1987), Entertainer und Moderator, im Jüdischen Krankenhaus geboren
- Harald Juhnke (1929–2005), Schauspieler und Entertainer, wuchs in der Stockholmer Straße auf, Gedenkstein in der Fordoner Straße
- Manuela (1943–2001), Schlagersängerin
- Cornelia Froboess (* 1943), Schauspielerin und Schlagersängerin, verbrachte ihre Kindheit in der Gottschalkstraße 27
- Tilo Jung (* 1985), Blogger und Journalist, lebt in der Schwedenstraße
- Oliver Dunk (* 1963), Journalist und Unternehmer, verbrachte seine Kindheit in der Wollankstraße 52.

## Bedeutende Gebäude

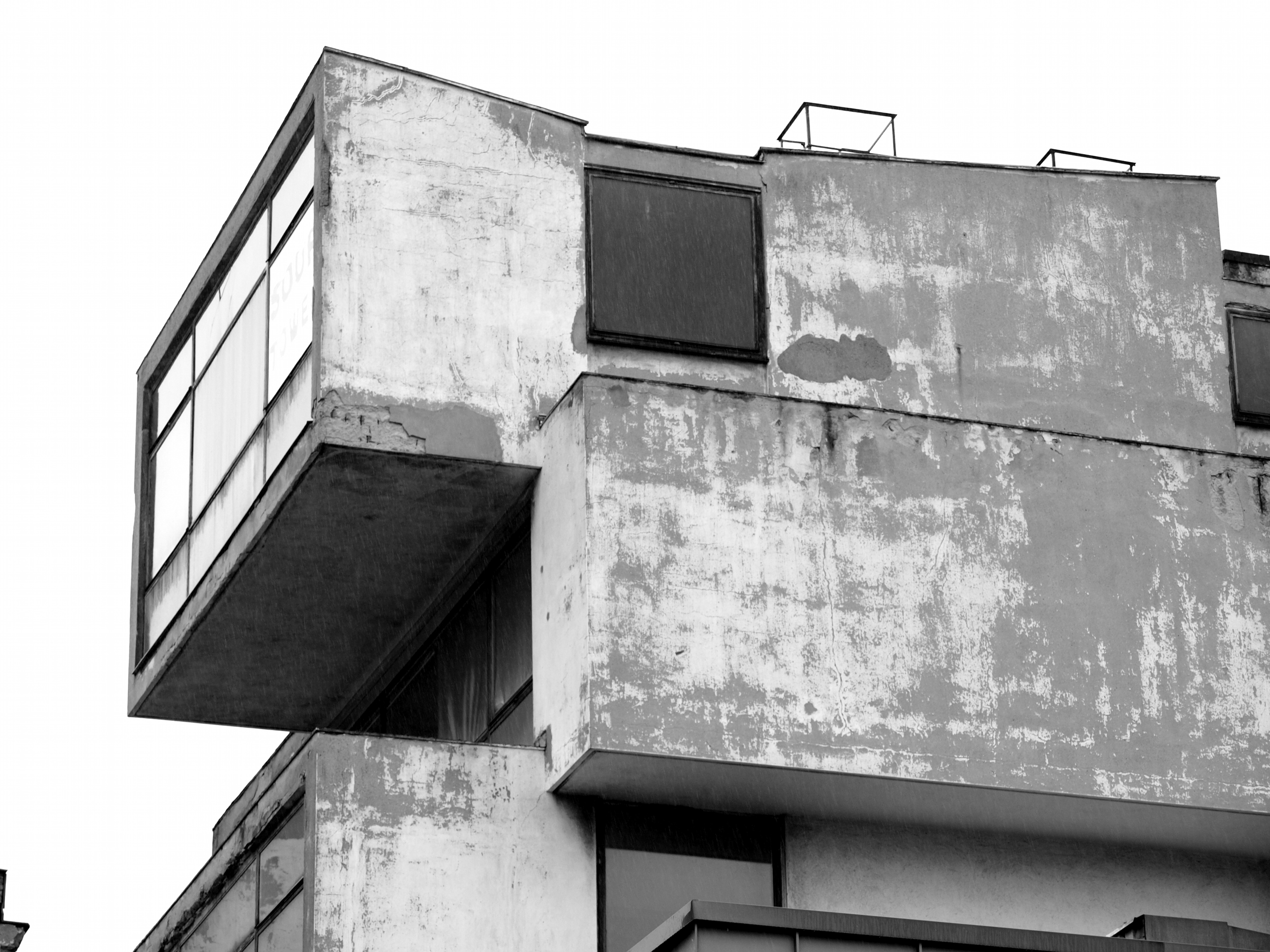
Architekturdetail des inzwischen denkmalgeschützten Gebäudekomplexes der Rotaprint in Gesundbrunnen

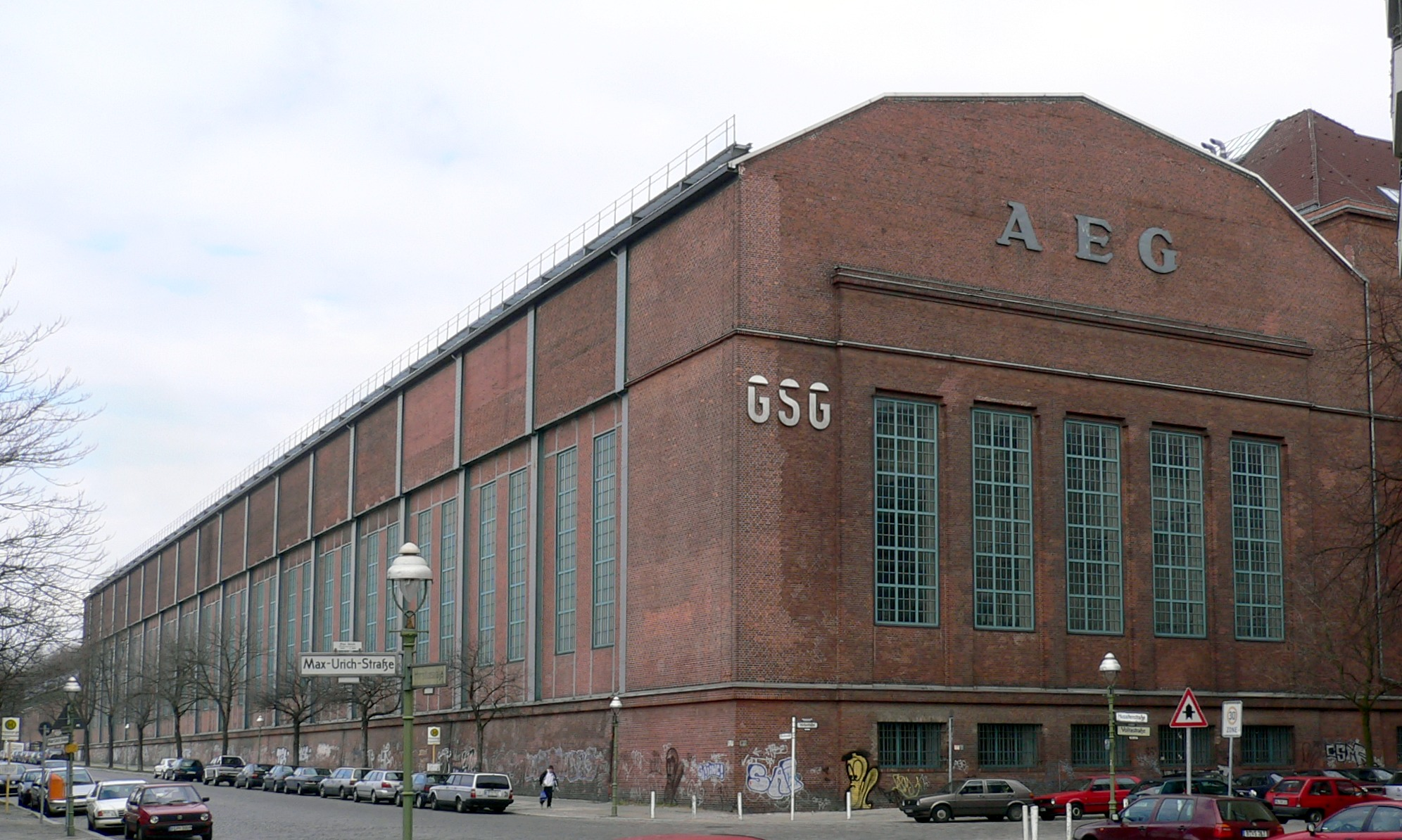
Peter-Behrens-Halle, ehemals AEG

Amtsgericht Wedding
 Das Amtsgericht Wedding in Gesundbrunnen ist Zentrales Mahngericht für Berlin und Brandenburg. Als Vorbild des Baus diente die Albrechtsburg in Meißen. Das imposante Gebäude befindet sich am Brunnenplatz und wurde zwischen 1901 und 1906 im Stil der Neugotik erbaut. Es steht unter Denkmalschutz.
St.-Pauls-Kirche
 An der Ecke Badstraße 50/51 und Pankstraße 53 befindet sich die evangelische St.-Pauls-Kirche, die von 1832 bis 1835 im klassizistischen Tempelstil nach den Plänen des Architekten Karl Friedrich Schinkel errichtet wurde. 1889/1890 bekam die Kirche einen Campanile. Die Kirche wurde bei einem alliierten Bombenangriff 1943 beschädigt und brannte 1945 bei Straßenkämpfen vollständig aus. Sie wurde außen bis 1957 wiederhergestellt. Der Innenraum wurde 1952–1957 durch Hans Wolff-Grohmann modern gestaltet. Die Kirche steht seit 1971 als Zeugnis der Architektur der 1950er Jahre (Innenraum) unter Denkmalschutz. Neben der Kirche befindet sich ein Kriegerdenkmal.
Rotaprint-Fabrik
 Zwischen der Uferstraße an der Panke und der Gottschedstraße erstreckte sich die Rotaprint-Fabrik. Markant ist das Eckgebäude an der Bornemann- / Ecke Gottschedstraße, erbaut von 1957 bis 1959 von Klaus Kirsten. Dabei orientierte sich dieser streng am Ideal der Moderne. Nach Übernahme des Geländes als Erbbauberechtigte wird dieses Objekt durch die gemeinnützige ExRotaprint gGmbH denkmalgerecht saniert.
Stephanuskirche
 An der Ecke Prinzenallee/Soldiner Straße befindet sich die Stephanuskirche.
Peter-Behrens-Halle
 An der Gustav-Meyer-Allee befindet sich auf dem ehemaligen AEG-Gelände die nach dem deutschen Architekten Peter Behrens benannte Halle. Das Gebäude aus dem Jahr 1912 versinnbildlicht eine neue Art des Bauens für das Industriezeitalter im beginnenden 20. Jahrhundert.
Weitere Gebäude unter Denkmalschutz
- Kirche Hl. Sava (Berlin)
- Diakoniestiftung Lazarus

## Infrastruktur und Verkehr

### Öffentlicher Verkehr

#### Schienenverkehr
Am Bahnhof Gesundbrunnen treffen die U-Bahn-Linie U8 und die Berliner Ringbahn sowie die Nord-Süd-Bahn der S-Bahn zusammen, außerdem ist es ein wichtiger Anschlusspunkt für den Nah- und Fernverkehr. Mit dem anliegenden Gesundbrunnen-Center und weiterem großflächigen Einzelhandel mit Einkaufsmöglichkeiten bis 24 Uhr (Kaufland) sowie einer neuen Bahnhofshalle mit Kiosk und Imbiss bekam der Bahnhof wieder eine ähnliche Bedeutung, die er auch als Zubringer von Kunden aus dem gesamten Umland vor dem Bau der Mauer 1961 für die Einkaufsmeile Badstraße hatte.
Fern- und Regionalbahn
Der Bahnhof Gesundbrunnen ist der einzige Fern- und Regionalbahnhof im Ortsteil. Dort halten Züge auf dem Weg nach

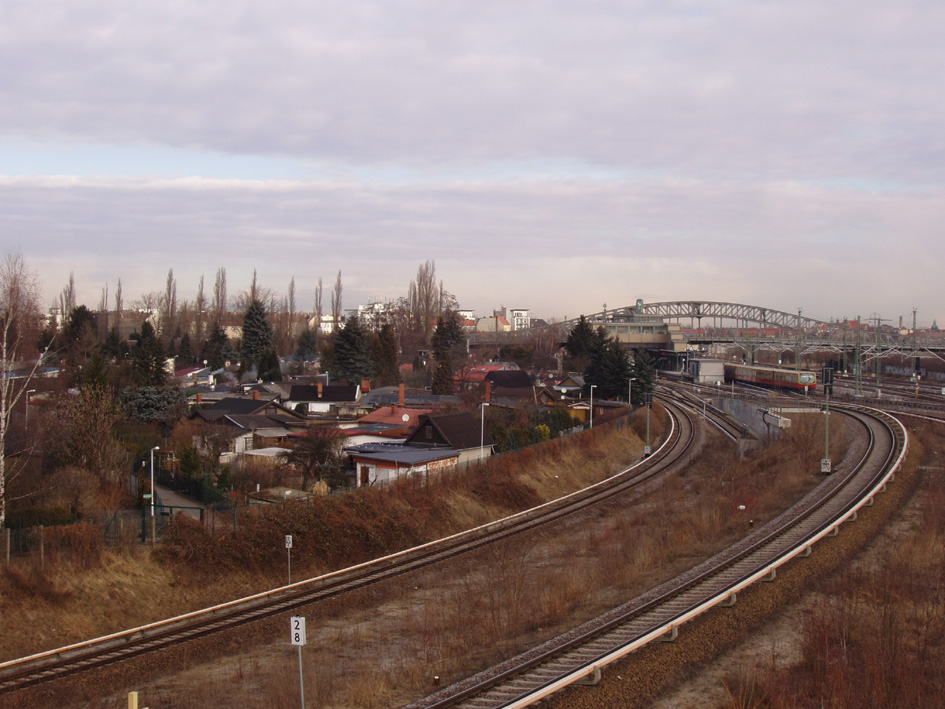
Kleingärten neben der Bahntrasse nahe dem S-Bahnhof Bornholmer Straße

- Stralsund (RE3, RE5, ICE15, ICE28, EC27, IC32, IC65)
- Rostock (RE5, ICE28, IC28)
- Schwedt (RE3)
- Stettin (RE66)
- Rheinsberg (RB54)
- Eberswalde (RE3, RE66, ICE15, ICE28, EC27, IC32, IC50)
- Ruhrgebiet (Köln, Düsseldorf …) (ICE10, IC32)
- Leipzig (ICE28)
- Halle/Salle (ICE15, IC28, RE5)
- Dresden (EC27)
- Prag (EC27)
- München (ICE28, IC28)
- Frankfurt/Main (ICE15)
- Hannover (ICE10, IC32)

S-Bahn
Sechs S-Bahn-Linien halten am Bahnhof Gesundbrunnen:
- Linie S1 00Oranienburg – Wannsee (Nord-Süd-, Wannsee- und Nordbahn)
- Linie S2 00Bernau – Blankenfelde (Nord-Süd-, Dresdener- und Stettiner Bahn)
- Linie S25 0Hennigsdorf – Teltow Stadt (Nord-Süd-, Anhalter- und Kremmener Bahn)
- Linie S26 0Bahnhof Blankenburg – Teltow (Nord-Süd-, Anhalter- und Nordbahn)
- Linie S41 0Berliner Ringbahn via Ostkreuz – Südkreuz – Westkreuz
- Linie S42 0Berliner Ringbahn via Westkreuz – Südkreuz – Ostkreuz

Weitere S-Bahnhöfe in Gesundbrunnen sind der Bahnhof Bornholmer Straße (Linien S1, S2, S25, S26, S8 und S85) und der Bahnhof Wollankstraße (S1, S25 und S85), die an der ehemaligen Sektorengrenze zwischen Gesundbrunnen und Pankow liegen, sowie der Bahnhof Humboldthain (S1, S2, S25 und S26).
U-Bahn
Durch den Ortsteil führen zwei U-Bahn-Linien:
- Linie U8 0 (Wittenau – Osloer Straße – Gesundbrunnen – Alexanderplatz – Jannowitzbrücke – Kottbusser Tor – Hermannplatz – Hermannstraße)
 Die Linie U8 war in der Zeit der Berliner Mauer eine Transitlinie, das heißt, sie fuhr ohne Halt vom U-Bahnhof Voltastraße (Gesundbrunnen) bis zum U-Bahnhof Moritzplatz (Kreuzberg) durch Ost-Berlin.
- Linie U9 0 (Osloer Straße – Leopoldplatz – Westhafen – Turmstraße – Zoologischer Garten – Spichernstraße – Berliner Straße – Walther-Schreiber-Platz – Rathaus Steglitz)
 Die Linie U9 ist nach dem Zweiten Weltkrieg gebaut worden. Im Norden sollte sie verlängert werden bis nach Pankow und im Süden bis nach Lankwitz und später nach Marienfelde zur Waldsassener Straße.

Straßenbahn
Nach der deutschen Wiedervereinigung bekam Gesundbrunnen wieder Anschluss an das Liniennetz der Berliner Straßenbahn:
- Linie M10 0(S+U Hauptbahnhof – S+U Warschauer Straße)
- Linie M13 0(Wedding, Virchow-Klinikum – S Warschauer Straße)
- Linie 50 00 (Wedding, Virchow-Klinikum – Französisch Buchholz, Guyotstraße)

#### Busverkehr
Durch Gesundbrunnen führen mehrere Buslinien, darunter eine Metrobuslinie (M) und drei Linien im Nachtverkehr (N):
- Linie M27 0S+U Pankow – S+U Jungfernheide
- Linie 125 0 Frohnau, Invalidensiedlung – U Osloer Straße
- Linie 128 0 Flughafen Tegel – U Osloer Straße
- Linie 150 0 (S Buch –) Alt-Karow – U Osloer Straße
- Linie 247 0 S Nordbahnhof – U Leopoldplatz
- Linie 250 0 S+U Pankow – U Franz-Neumann-Platz
- Linie 255 0 Weissensee, Schwarzelfenweg – U Osloer Straße
- Linie N8 00 S+U Hermannstraße – Wittenau, Wilhelmsruher Damm
- Linie N9 00 S+U Rathaus Steglitz – U Osloer Straße
- Linie N52 0 Niederschönhausen, Pastor-Niemöller-Platz – U Osloer Straße

### Bildung
Im Ortsteil gibt es eine große Anzahl verschiedener Bildungseinrichtungen, wie die folgende Tabelle zeigt.
| SchulNr | Schulname                                            | Schulzweig                          | Anschrift               |
| ------- | ---------------------------------------------------- | ----------------------------------- | ----------------------- |
| 01B03   | OSZ Kommunikations-, Informations- und Medientechnik | Berufliches Gymnasium               | Osloer Straße 23–26     |
| 01B03   | OSZ Kommunikations-, Informations- und Medientechnik | Berufsfachschule                    | Osloer Straße 23–26     |
| 01P07   | Lazarus Schulen der Hoffnungstaler Stiftung Lobetal  | Berufsfachschule                    | Bernauer Straße 115–118 |
| 01P24   | IB-GIS mbH – Medizinische Akademie Berlin            | Berufsfachschule                    | Gerichtstraße 27        |
| 01P46   | DDA Destiny Diversity Academy GmbH                   | Berufsfachschule                    | Brunnenstraße 110d      |
| 01B03   | OSZ Kommunikations-, Informations- und Medientechnik | Berufsoberschule                    | Osloer Straße 23–26     |
| 01B03   | OSZ Kommunikations-, Informations- und Medientechnik | Berufsschule                        | Osloer Straße 23–26     |
| 01B03   | OSZ Kommunikations-, Informations- und Medientechnik | Fachoberschule                      | Osloer Straße 23–26     |
| 01P07   | Lazarus Schulen der Hoffnungstaler Stiftung Lobetal  | Fachoberschule                      | Bernauer Straße 115–118 |
| 01P07   | Lazarus Schulen der Hoffnungstaler Stiftung Lobetal  | Fachschule                          | Bernauer Straße 115–118 |
| 01P24   | IB-GIS mbH – Medizinische Akademie Berlin            | Fachschule                          | Gerichtstraße 27        |
| 01S01   | Schule am Zille-Park                                 | Förderschwerpunkt Lernen            | Ravenéstraße 10–12      |
| 01G25   | Rudolf-Wissell-Grundschule                           | Grundschule                         | Ellerbeker Straße 7/8   |
| 01G27   | Gesundbrunnen-Grundschule                            | Grundschule                         | Prinzenallee 8          |
| 01G29   | Wilhelm-Hauff-Grundschule                            | Grundschule                         | Gotenburger Straße 8    |
| 01G32   | Carl-Kraemer-Grundschule                             | Grundschule                         | Zechliner Straße 4      |
| 01G35   | Humboldthain-Grundschule                             | Grundschule                         | Grenzstraße 7           |
| 01G36   | Andersen-Grundschule                                 | Grundschule                         | Kattegatstraße 26       |
| 01G37   | Heinrich-Seidel-Grundschule                          | Grundschule                         | Ramlerstraße 9/10       |
| 01G38   | Gustav-Falke-Grundschule                             | Grundschule                         | Strelitzer Straße 42    |
| 01G39   | Vineta-Grundschule                                   | Grundschule                         | Demminer Straße 27      |
| 01G43   | Albert-Gutzmann-Schule (Grundschule)                 | Grundschule                         | Orthstraße 1            |
| 01P13   | Freie Schule am Mauerpark (Grundschule)              | Grundschule (privat)                | Wolliner Straße 25/26   |
| 01P18   | Bilinguale Schule Phorms Berlin-Mitte                | Grundschule (privat)                | Ackerstraße 76          |
| 01P18   | Bilinguale Schule Phorms Berlin-Mitte                | Gymnasium (privat)                  | Ackerstraße 76          |
| 01Y09   | Diesterweg-Schule (Gymnasium)                        | Gymnasium                           | Böttgerstraße 2–6       |
| 01K01   | Willy-Brandt-Schule                                  | Integrierte Sekundarschule          | Grüntaler Straße 5      |
| 01K03   | Ernst-Reuter-Schule                                  | Integrierte Sekundarschule          | Stralsunder Straße 57   |
| 01K06   | Herbert-Hoover-Schule (Integrierte Sekundarschule)   | Integrierte Sekundarschule          | Pankstraße 18/19        |
| 01P49   | Quinoa-Schule Freie Sekundarschule Berlin-Wedding    | Integrierte Sekundarschule (privat) | Kühnemannstraße 26      |
| 01S01   | Schule am Zille-Park                                 | Integrierte Sekundarschule          | Ravenéstraße 10–12      |
| 01S06   | Albert-Gutzmann-Schule                               | Integrierte Sekundarschule          | Orthstraße 1            |
| 01S06   | Albert-Gutzmann-Schule                               | Übrige Förderschwerpunkte           | Orthstraße 1            |

### Gesundheitseinrichtungen
- Jüdisches Krankenhaus Das 1914 eröffnete Krankenhaus steht heute unter Denkmalschutz. Während der Zeit des Nationalsozialismus diente es zeitweilig als Sammellager zum Abtransport von Berliner Juden in die Vernichtungslager. Sofort nach dem Zweiten Weltkrieg wurde der reguläre Krankenhausbetrieb für die Allgemeinheit – wenn auch eingeschränkt – wieder aufgenommen. Seitdem hat es auf dem Gelände zahlreiche bauliche Um- und Neubauten gegeben.
- DRK Kliniken Berlin-Mitte Das Krankenhaus entstand Ende des 19. Jahrhunderts als „Heimstätte“ – ein Entbindungs-, Wöchnerinnen-, Mütter- und Säuglingsheim. Im Zweiten Weltkrieg wurde die Einrichtung zerstört. Nach Kriegsende wurde der unversehrt gebliebene Teil in ein Krankenhaus umgewandelt, das zuerst unter Treuhänderschaft der Französischen Besatzungsbehörden stand, zwischen 1948 und 1954 vom DRK-Landesverband verwaltet wurde. 1958 entstand der Erweiterungsbau des „DRK-Krankenhauses Mark Brandenburg“, das seit 1969 zusätzlich die „Abteilung Drontheimer Straße“ im Namen führte. In den 1990er Jahren gab es Pläne zur Schließung des Krankenhauses, die jedoch am Widerstand der DRK-Schwesternschaft, von Mitarbeitern, Patienten, Anwohnern scheiterten. Seit 2007 heißt die Einrichtung „DRK Kliniken Berlin Mitte“.[34]
- Diakoniestiftung Lazarus Vorläufer war das Lazarus-, Kranken- und Diakonissenhaus zu Berlin, dessen Wurzeln bis in das Jahr 1865 zurückreichen. Es war bis Mitte der 1980er Jahre ein Krankenhaus und wurde 1987 in ein Krankenheim – ein nur in Berlin bestehender Typ von Pflegeeinrichtungen – umgewandelt. Sämtliche Einrichtungen befinden sich in der Trägerschaft der Hoffnungstaler Stiftung Lobetal.

## Sonstiges
Gesundbrunnen ist ein Kräuterlikör, der von der Likörfabrik Wedding für Eschenbräu hergestellt wird.